# Asienmeisterschaften im Fechten 2019
Die Asienmeisterschaften im Fechten 2019 fanden vom 13. bis 18. Juni 2019 in der japanischen Stadt Chiba in der Nähe von Tokio statt. 
Es wurden nach Geschlechtern getrennt Einzel- und Mannschaftswettbewerbe in den drei Disziplinen des Fechtsports Florett, Degen und Säbel ausgetragen. Der dritte Platz wurde im Einzel im Gegensatz zur Mannschaftskonkurrenz nicht ausgefochten, sodass beide Halbfinalisten eine Bronzemedaille gewannen. Insgesamt wurden also 12 Gold-, 12 Silber- und 18 Bronzemedaillen vergeben.

## Herren

### Floretteinzel
| Platz | Sportler         | Land |
| ----- | ---------------- | ---- |
| 1     | Takahiro Shikine | JPN  |
| 2     | Cheung Ka Long   | HKG  |
| 3     | Toshiya Saitō    | JPN  |
| 3     | Chen Haiwei      | CHN  |

### Florettmannschaft
| Platz | Land                | Sportler                                                     |
| ----- | ------------------- | ------------------------------------------------------------ |
| 1     | Japan               | Kyōsuke Matsuyama Ryō Miyake Takahiro Shikine Kenta Suzumura |
| 2     | Volksrepublik China | Chen Haiwei Huang Mengkai Ma Jianfei Wu Bin                  |
| 3     | Hongkong            | Cheung Ka Long Cheung Siu Lun Ryan Choi Yeung Chi Ka         |

### Degeneinzel
| Platz | Sportler         | Land |
| ----- | ---------------- | ---- |
| 1     | Masaru Yamada    | JPN  |
| 2     | Satoru Uyama     | JPN  |
| 3     | Nguyễn Tiến Nhật | VIE  |
| 3     | Ruslan Kurbanow  | KAZ  |

### Degenmannschaft
| Platz | Land                | Sportler                                                |
| ----- | ------------------- | ------------------------------------------------------- |
| 1     | Volksrepublik China | Dong Chao Lan Minghao Shi Gaofeng Wang Zijie            |
| 2     | Südkorea            | An Sung-ho Kweon Young-jun Na Jong-kwan Park Sang-young |
| 3     | Japan               | Kōki Kanō Kazuyasu Minobe Satoru Uyama Masaru Yamada    |

### Säbeleinzel
| Platz | Sportler        | Land |
| ----- | --------------- | ---- |
| 1     | Oh Sang-uk      | KOR  |
| 2     | Wang Shi        | CHN  |
| 3     | Ha Han-sol      | KOR  |
| 3     | Mojtaba Abedini | IRN  |

### Säbelmannschaft
| Platz | Land     | Sportler                                                       |
| ----- | -------- | -------------------------------------------------------------- |
| 1     | Südkorea | Gu Bon-gil Ha Han-sol Kim Jun-ho Oh Sang-uk                    |
| 2     | Iran     | Mojtaba Abedini Mohammad Fotouhi Ali Pakdaman Mohammad Rahbari |
| 3     | Japan    | Tomohiro Shimamura Kaito Streets Kenta Tokunan Kento Yoshida   |

## Damen

### Floretteinzel
| Platz | Sportlerin    | Land |
| ----- | ------------- | ---- |
| 1     | Jeon Hee-sook | KOR  |
| 2     | Yūka Ueno     | JPN  |
| 3     | Sera Azuma    | JPN  |
| 3     | Chen Qingyuan | CHN  |

### Florettmannschaft
| Platz | Land                | Sportlerinnen                                       |
| ----- | ------------------- | --------------------------------------------------- |
| 1     | Japan               | Sera Azuma Komaki Kikuchi Sumire Tsuji Yūka Ueno    |
| 2     | Südkorea            | Chae Song-ho Hong Hyo-jin Hong Seo-in Jeon Hee-sook |
| 3     | Volksrepublik China | Chen Qingyuan Huo Xingxin Shi Yue Wu Peilin         |

### Degeneinzel
| Platz | Sportlerin    | Land |
| ----- | ------------- | ---- |
| 1     | Zhu Mingye    | CHN  |
| 2     | Lin Sheng     | CHN  |
| 3     | Kang Young-mi | KOR  |
| 3     | Choi In-jeong | KOR  |

### Degenmannschaft
| Platz | Land                | Sportlerinnen                                        |
| ----- | ------------------- | ---------------------------------------------------- |
| 1     | Südkorea            | Choi In-jeong Jung Hyo-jung Kang Young-mi Lee Hye-in |
| 2     | Volksrepublik China | Lin Sheng Sun Yiwen Xu Chengzi Zhu Mingye            |
| 3     | Hongkong            | Chu Ka Mong Kaylin Hsieh Vivian Kong Coco Lin        |

### Säbeleinzel
| Platz | Sportlerin        | Land |
| ----- | ----------------- | ---- |
| 1     | Yoon Ji-su        | KOR  |
| 2     | Norika Tamura     | JPN  |
| 3     | Kim Ji-yeon       | KOR  |
| 3     | Shihomi Fukushima | JPN  |

### Säbelmannschaft
| Platz | Land                | Sportlerinnen                                           |
| ----- | ------------------- | ------------------------------------------------------- |
| 1     | Volksrepublik China | Fu Ying Qian Jiarui Shao Yaqi Yang Hengyu               |
| 2     | Südkorea            | Choi Soo-yeon Hwang Seon-a Kim Ji-yeon Yoon Ji-su       |
| 3     | Japan               | Chika Aoki Misaki Emura Shihomi Fukushima Norika Tamura |

## Medaillenspiegel
| Platz | Land                | Gold | Silber | Bronze | Gesamt |
| ----- | ------------------- | ---- | ------ | ------ | ------ |
| 01    | Südkorea            | 5    | 3      | 4      | 12     |
| 02    | Japan               | 4    | 3      | 6      | 13     |
| 03    | Volksrepublik China | 3    | 4      | 3      | 10     |
| 04    | Hongkong            | —    | 1      | 2      | 3      |
| 05    | Iran                | —    | 1      | 1      | 2      |
| 06    | Kasachstan          | —    | —      | 1      | 1      |
| 07    | Vietnam             | —    | —      | 1      | 1      |